# رباط خاجی‌تهیگاهی پیشین
رباط خاجی‌تهیگاهی پیشین یا لیگامان ساکروایلیاک قُدامی (به انگلیسی: Anterior sacroiliac ligament) یک رباط کپسولی است که باعث ضخیم شدگی کپسول لیفی در قسمت‌های تحتانی و جلویی مفصل خاجی خاصره‌ای می‌گردد. این رباط از نظر ساختاری یک رباط ضعیف خاجی (ساکروم) محسوب می‌شود. رباط خاجی خاصره‌ای جلویی به خصوص نزدیک خط قوسی  و خار تهیگاهی پشتی پایینی گسترش یافته، جایی که این رباط سومین قطعه خاجی را به کنار طرفی شیار جلوی گوشی  متصل می‌کند. شیار جلوی گوشی، زیر و جلوی سطح گوشی استخوان تهیگاهی است. رباط رباط خاجی‌تهیگاهی در جای دیگر نازک است.